# Trotz (Serba)
Trotz ist ein Ortsteil der Gemeinde Serba im Saale-Holzland-Kreis in Thüringen.

## Geografie
Das Dorf Trotz befindet sich am nördlichen Rand des Thüringer Holzlandes. Nach einem Ackerbaugebiet schließt nördlich des Ortes der Tautenburger Forst an. 10 km östlich erreicht man die Kreisstadt Eisenberg und kurz vorher ist die Anschlussstelle zur Bundesautobahn 9, die mit der Bundesstraße 7 erreicht wird. In Trotz kreuzt sich diese Bundesstraße mit der Landesstraße 1070 Stadtroda-Camburg. Westlich wird nach 15 km die Stadt Jena erreicht.

## Geschichte
Die urkundliche Ersterwähnung von Trotz wurde erst 1833 durchgeführt und archiviert. Der Ort war und ist landwirtschaftlich geprägt.